# 第116装甲師団 (ドイツ国防軍)
『第116装甲師団（独: 116. Panzer-Division）』は、第二次世界大戦におけるドイツ国防軍陸軍の装甲師団。『グレイハウンド師団』の愛称で知られる。

## 概要
第116装甲師団は、1944年3月に、第16装甲擲弾兵師団と第179予備装甲擲弾兵師団の残存部隊から、ラインラントとヴェストファーレンで編成された。後者の部隊は、スターリングラード近郊での戦闘で大きな損害を出し、1943年以来フランスで占領任務を負っていた部隊だった。

## 戦闘
1944年のノルマンディーにおける戦闘に参加し、コブラ作戦後のファレーズポケットにおいて師団は包囲された。第2SS装甲師団と共に包囲網の突破を試み、兵600名、戦車12両が無傷での脱出に成功した。
10月、アーヘンの戦いにおいてアメリカ軍と交戦し、10月21日に町はアメリカ軍に占領され、師団は撤退した。その後、師団は補充のため、デュッセルドルフへ移された。11月8日にはヒュルトゲンの森の戦いに参加し、米国第28歩兵師団からの攻撃を撃退し、シュミットの町を奪還した。
その後、師団は『ラインの守り作戦（バルジの戦い）』に投入され、12月10日に26両のIV号戦車と43両のパンター戦車、25両のIV号駆逐戦車（うち13両が機動可能）を宛がわれ、装備は比較的良好であったが、輸送手段は不足していた 。
作戦の失敗後、他のドイツ軍部隊の撤退支援を行いつつ、3月にルール地方へ撤退した。その後、ライン川を越えた米第9軍と対峙し、計画されていた連合軍のヴァーシティー作戦を阻止するため配置された。この頃の師団の兵力は、2,800名の兵士と10両の車両のみであった。
1945年4月16日、ルール・ポケットにおいて師団の大部分は米第9軍への降伏を余儀なくされ、一部の残存部隊は、4月30日までハルツ山地で戦闘を続け、すべての物資が使い果たされた後、降伏した。

## 歴代司令官
- ギュンター・フォン・マントイフェル大佐、（発足時–1944年4月30日）
- ゲルハルト・グラーフ・フォン・シュヴェリン装甲兵大将（1944年5月1日〜1944年8月7日および1944年8月24日〜1944年9月14日）
- ハインリヒ・ヴォイクツベルガー少将（1944年9月15日-1944年9月19日）
- ジークフリート・フォン・ヴァルテンブルク少将（1944年9月19日–1945年5月）

## 戦闘序列
- 第16装甲連隊（Panzer-Regiment 16）
- 第60装甲擲弾兵連隊（Panzergrenadier-Regiment 60）
- 第156装甲擲弾兵連隊（Panzergrenadier-Regiment 156）
- 第116装甲偵察大隊（Panzer-Aufklärungs-Abteilung 116）
- 第146装甲砲兵連隊（Panzer-Artillerie-Regiment 146）
- 第281陸軍高射砲大隊（Heeres-Flak-Artillerie-Abteilung 281）
- 第228戦車猟兵大隊（Panzerjäger-Abteilung 228）
- 第675装甲工兵大隊（Panzer-Pionier-Bataillon 675）
- 第228装甲通信大隊（Panzer-Nachrichten-Abteilung 228）
- 第146野戦補充大隊（Feldersatz-Bataillon 146）
- 第66装甲補給部隊（Panzer-Nachschubtruppen 66）

## 作戦地域
| 年     | 月日                     | 軍団 (Armee-Korps)                   | 軍 (Armee)                                             | 軍集団 (Heeresgruppe)                    | 師団本部               |
| ------ | ------------------------ | ------------------------------------ | ------------------------------------------------------ | ---------------------------------------- | ---------------------- |
| 1944年 | 4月                      | 編成中                               | ―                                                      | B軍集団 （Heeresgruppe B）               | フランス               |
| 1944年 | 7月                      | 自由運用 （z. Vfg.）                 | 第15軍 （15. Armee）                                   | B軍集団 （Heeresgruppe B）               | ノルマンディー         |
| 1944年 | 8月                      | 第ⅡSS装甲軍団 （Ⅱ.SS-Panzerkorps）   | 第5装甲軍 （5. Panzerarmee）                           | B軍集団 （Heeresgruppe B）               | ノルマンディー         |
| 1944年 | 9月 （戦闘団として編成） | 第LXXXI軍団 （LXXXI.Armeekorps）     | 第7軍 （7. Armee）                                     | B軍集団 （Heeresgruppe B）               | アーヘン及びアイフェル |
| 1944年 | 10月                     | 第ⅠSS装甲軍団 （Ⅰ.SS-Panzerkorps）   | 第7軍 （7. Armee）                                     | B軍集団 （Heeresgruppe B）               | アーヘン及びアイフェル |
| 1944年 | 11月                     | 第LXXIV軍団 （LXXIV.Armeekorps）     | 第7軍 （7. Armee）                                     | B軍集団 （Heeresgruppe B）               | アーヘン及びアイフェル |
| 1944年 | 12月                     | 自由運用 （z. Vfg.）                 | 第7軍 （7. Armee）                                     | B軍集団 （Heeresgruppe B）               | アーヘン及びアイフェル |
| 1945年 | 1月                      | 第LVIII軍団 （LVIII.Armeekorps）     | 第5装甲軍 （5. Panzerarmee）                           | B軍集団 （Heeresgruppe B）               | アルデンヌ             |
| 1945年 | 2月                      | 第XXXXVII軍団 （XXXXVII.Armeekorps） | 第1降下猟兵軍 （1. Fallschirmarmee）                   | H軍集団 （Heeresgruppe H）               | ニーダーライン         |
| 1945年 | 4月                      | 第LIII軍団 （LIII.Armeekorps）       | 『リュトヴィッツ』軍分遣隊 （Armeeabteilung Lüttwitz） | B軍集団 （Heeresgruppe B）               | ルール地方             |
| 1945年 | 5月                      | 第LXVI軍団 （LXVI.Armeekorps）       | 第11軍 （11. Armee）                                   | 西方軍総司令部 （Oberbefehlshaber West） | エルベ                 |

## 主な配備車輌
- Ⅳ号戦車
- V号戦車パンター
- Ⅳ号駆逐戦車

- III号突撃砲
- マルダーIII
- メーベルワーゲン

- Sd.Kfz. 234
- Sd.Kfz. 250
- Sd.Kfz. 251
- Sd.Kfz. 7

- グリーレ
- ヴェスペ
- フンメル

## 栄典[7]
|  | 白兵戦章金章     | 2  |
|  | ドイツ十字章金章 | 28 |
|  | ドイツ十字章銀章 | 2  |
|  | 騎士鉄十字章     | 21 |
|  | 陸軍名誉鑑章     | 7  |